# Cartello di Guadalajara
Il Cartello di Guadalajara è stato un cartello criminale messicano creato, negli anni ottanta, da Miguel Ángel Félix Gallardo, Ernesto Fonseca Carrillo (zio di Amado Carrillo Fuentes, futuro leader del Cartello di Juárez) e Rafael Caro Quintero, con lo scopo di introdurre eroina e marijuana negli Stati Uniti. Tra i primi gruppi di trafficanti di droga messicani a collaborare con le mafie della cocaina colombiana, il cartello di Guadalajara è prosperato grazie al commercio di cocaina.
Secondo alcuni scrittori, come Peter Dale Scott, il cartello di Guadalajara prosperò in gran parte perché godette della protezione della DFS, l'agenzia di intelligence messicana, sotto il suo capo Miguel Nazar Haro.

## Storia ed eredità
Juan Matta-Ballesteros era il principale intermediario del cartello di Guadalajara con i cartelli colombiani; aveva presentato il predecessore di Felix Gallardo, Alberto Sicilia-Falcon, a Santiago Ocampo del cartello di Cali, una delle organizzazioni più grandi di contrabbando di cocaina negli Stati Uniti. Invece di ricevere pagamenti in contanti per i loro servizi, i trafficanti nel cartello di Guadalajara prendevano il 50% della cocaina che trasportavano dalla Colombia. Questo fu estremamente profittevole per loro: alcuni stimano che la rete di narcotraffico, allora gestita da Felix Gallardo, Ernesto Fonseca Carrillo, e Caro Quintero fruttava $5 miliardi ogni anno.
Dopo l'arresto di Rafael Caro Quintero e Ernesto Fonseca Carrillo ("Don Neto"), Félix Gallardo mantenne un basso profilo e nel 1987 si trasferì con la famiglia a Guadalajara. "Il padrino" Félix Gallardo quindi decise di dividere il traffico che controllava per renderlo più efficiente e più difficile da essere fermato dalle forze dell'ordine. In un certo senso, stava privatizzando il commercio messicano della droga, oltre a riportarlo sottobanco, gestito da boss meno conosciuti dalla DEA. Félix Gallardo convocò i massimi narcos della nazione nel resort di Acapulco dove ideò le plaza o territori. La rotta di Tijuana sarebbe andata ai suoi nipoti, i fratelli Arellano Félix. La rotta di Ciudad Juárez sarebbe andata alla famiglia Carrillo Fuentes, capeggiata dal nipote di Fonseca Carrillo, Amado Carrillo. Miguel Caro Quintero avrebbe amministrato il cartello di Sonora. Il controllo del corridoio di Matamoros, nel Tamaulipas – che sarebbe diventato il cartello del Golfo – sarebbe andato a Juan García Ábrego. Nel frattempo, Joaquín "El Chapo" Guzmán Loera e Ismael Zambada García avrebbe preso il controllo delle operazioni sulla costa del Pacifico, diventando il cartello di Sinaloa. Guzmán e Zambada riportarono nel giro il veterano Héctor Luis Palma Salazar. Félix Gallardo aveva ancora in mente di sovrintendere le operazioni nazionali, aveva i contatti quindi era ancora il capo, ma non avrebbe più controllato tutti i dettagli degli affari; fu arrestato l'8 aprile 1989.
Si credeva che anche Amado Carrillo Fuentes avesse fatto parte del cartello di Guadalajara, ma fu mandato a Ojinaga, nel Chihuahua per sovrintendere le spedizioni di cocaina di suo zio, Ernesto Fonseca Carrillo, e per apprendere le operazioni di confine da Pablo Acosta Villarreal, "El Zorro de Ojinaga" (La volpe di Ojinaga). Una volta che Acosta e il suo successore Rafael Aguilar Guajardo furono uccisi, Carrillo prese il controllo del cartello di Juárez. Attualmente, queste fazioni, o quel che ne resta, combattono tra di loro per il controllo delle rotte di commercio, l'influenza sul governo messicano e per rappresaglia per le passate offese o tradimenti. Questo conflitto è conosciuto con il nome di guerra messicana della droga.